# أنطونيو طوبار
أنطونيو طوبار Antonio Tovar (ولد ببلد الوليد في 17 ماي 1911 وتوفي بمدريد في 13 دجنبر 1985) مؤرخ وفقيه لغوي إسباني.

درس طوبار في جامعات بلد الوليد ومدريد وباريس وبرلين في اختصاصي التاريخ وفقه اللغة. خلال سنوات دراسته الجامعية، سينشط في تنظيمات سياسية جامعية جمهورية التوجه، إلا أنه سرعان ما سيتبنى القناعات الفلانجية، بعد مرحلة الحرب الأهلية الإسبانية، حيث سيتقلد مناصبا دعائية وإعلامية، كمسؤول في إذاعة برغش (1938) وكمسؤول عن الصحافة والدعاية (1941).

بعد نيله شهادة الدكتوراه من جامعة مدريد، سنة 1941، في اختصاص فقه اللغات العتيقة، سيشتغل بالتدريس الجامعي، في سنة 1942، بجامعة شلمنقة في اختصاص اللغة اللاتينية. سيمتد مجال اشتغاله الأكاديمي، بالموازاة مع تدريسه في إسبانيا، إلى جامعات أرجنتينية وأمريكية. خلال اشتغاله بالأرجنتين بين 1958 و1959، سيهتم بدراسة اللغات المحلية الآيلة للانقراض.

في 1965، سيتم توقيفه عن التدريس الجامعي، بجامعة مدريد، إثر تضامنه مع زملائه خوصي لويس لوبيث أرانغورين وإنريكي تييرنو وأغوستين كالبو، المطرودين بدورهم إثر تضامنهم مع الاحتجاجات الطلابية ضد الفرانكوية.

سيشتغل طوبار بين 1967 و1979 في التدريس الجامعي في اختصاص اللسانيات المقارنة بجامعة توبنغن بألمانيا، حيث سيستمر في الاهتمام بلغات أمريكا الجنوبية المهددة بالزوال. في 1968، سيصبح عضوا في الأكاديمية الملكية الإسبانية للغة.

في 1981، سيمنح، في ألمانيا، جائزة غوتة لجهوده البحثية في مجال اللسانيات.